# Нулев километър (Букурещ)
Паметникът „Нулев километър“ се намира в центъра на Букурещ, Румъния, пред църквата „Свети Георги“, и е създаден от скулптора Константин Бараски през 1938 г.
Разстоянията от Букурещ до други градове в Румъния се мерят от този паметник. Той е разделен на 8 секции, всяка представляваща една от историческите провинции на Румъния: Мунтения, Добруджа, Бесарабия, Молдова, Буковина, Трансилвания, Банат и Олтения.
Сред написаните градове на монумента са Кишинев, Орхей и Тигина (днес в Молдова), както и Силистра и Добрич в днешна България, които са били част от „Велика Румъния“ в периода от 1913 до 1940 г.